# Die Melchiors
Die Melchiors ist eine Familienserie der ARD. Sie schildert das Geschick der Lübecker Kaufmannsfamilie Melchior zur Blütezeit der Hanse im 15. Jahrhundert. Die Ausstrahlung erfolgte 1972 und 1973 im regionalen Vorabendprogramm.

## Handlung
Oberhaupt der Familie und des erfolgreichen Handelshauses ist Knut Melchior. Mit seiner Frau Svea hat er acht Kinder. Die beiden Söhne Eric und Richard begeben sich häufig im Auftrag des Vaters auf manchmal gefährlichen Handelsreisen um Waren zu kaufen oder an den Mann zu bringen. Eric lernt auf einer seiner Reisen die hübsche Französin Fabienne kennen, die bei den Eltern zunächst nicht gut ankommt, wie auch die nicht standesgemäße Beziehung der Tochter Agathe mit einem Prokuristen. Das Handelshaus muss sich gegen mächtige Konkurrenz behaupten und Auseinandersetzungen mit Seeräubern und Dieben überstehen. Dank seines politischen Geschicks gelingt Knut Melchior ein Aufstieg innerhalb der Hierarchie der Hanse. Er verhandelt erfolgreich mit dem Kriegsgegner Dänemark und erlangt schließlich das Amt des Bürgermeisters. Als solcher bemüht er sich um die Rückgabe gekaperter Handelsschiffe und muss sich der ausbrechenden Pest stellen.

## Episoden
| Folge | Titel                                  | Ausstrahlung     |
| ----- | -------------------------------------- | ---------------- |
| 1     | Gekaperte Koggen                       | 7. Januar 1972   |
| 2     | Das Mädchen aus Bourgneuf              | 14. Januar 1972  |
| 3     | Überfall auf den Stallhof              | 21. Januar 1972  |
| 4     | Strauchritter auf der Messerstraße     | 28. Januar 1972  |
| 5     | Der Arzt in Salerno                    | 4. Februar 1972  |
| 6     | Die Vergeltung des Großfürsten         | 11. Februar 1972 |
| 7     | Aufruhr in Lübeck                      | 18. Februar 1972 |
| 8     | Brandstifter in Visby                  | 25. Februar 1972 |
| 9     | Godecke und die Zunft der Schiffsbauer | 3. März 1972     |
| 10    | Seeräuber in Bergen                    | 10. März 1972    |
| 11    | Stig und der blaue Montag              | 17. März 1972    |
| 12    | Das Brandmal                           | 24. März 1972    |
| 13    | Mord in der Herberge                   | 7. April 1972    |

| Folge | Titel               | Ausstrahlung     |
| ----- | ------------------- | ---------------- |
| 14    | Verrat im Rathaus   | 21. Februar 1973 |
| 15    | Das Geisterhaus     | 28. Februar 1973 |
| 16    | In Brügge           | 7. März 1973     |
| 17    | Der Goldmacher      | 14. März 1973    |
| 18    | Der Anschlag        | 21. März 1973    |
| 19    | Fest in der Stadt   | 28. März 1973    |
| 20    | Auf der Universität | 4. April 1973    |
| 21    | Der Fremde          | 11. April 1973   |
| 22    | Strandräuber        | 18. April 1973   |
| 23    | Der Wolfsmensch     | 25. April 1973   |
| 24    | Hexen               | 2. Mai 1973      |
| 25    | Der Nürnberger      | 9. Mai 1973      |
| 26    | Das Gelübde         | 16. Mai 1973     |

## DVD-Veröffentlichungen
Pidax veröffentlichte jeweils in Komplettboxen Staffel 1 am 5. September und Staffel 2 am 21. November 2014.